# Gil Lagardère
Gil Lagardère (né en 1955) est un acteur pornographique bisexuel français.

## Biographie
Il est connu sous les pseudonymes Raphaël Devaux, Dominique Dan, Fawzi Devaux, Dominique Devaux et Dominique Saint-Clair, Dominique Lapouze et Salvatore Amoroso.
Gil Lagardère fait ses débuts en 1977 dans le film pornographique Retourne-moi c'est meilleur de Gérard Kikoïne dans le rôle d'Allen. Il est, avec Jean-Pierre Armand, l'acteur fétiche du réalisateur Alain Payet. Son premier film gay est Gigolo my Love, réalisé par Benoit Archenoul en 1979, suivi par Peter, Franck et les autres, tous deux produits par Anne-Marie Tensi. Son rôle le plus connu est celui de Luca dans le film Secrets d'adolescentes (1980) de Roberto Girometti et Gérard Loubeau, avec Brigitte Lahaie, dont il existe une version porno et une version soft sex. Il a connu son apogée au début des années 80. Il est la vedette, avec Piotr Stanislas, dans Jeux de corps pour petites filles curieuses de Joe de Palmer, et Vacances à Ibiza de Gérard Kikoïne, avec Alban Ceray dans Chaudes adolescentes, Attention fillettes !... et Dans la chaleur de Saint-Tropez, tous de Gérard Kikoïne, et aussi dans Les Petites Allumeuses de Michel Baudricourt.

## Filmographie
- 1978 : Retourne-moi c'est meilleur, de Gérard Kikoïne
- 1979 : Gigolo my Love, de Benoit Archenoul
- 1980 : Clinique pour soins très spéciaux, d'Alain Payet
- 1980 : Adolescentes à dépuceler, d'Alain Payet
- 1980 : Peter, Franck et les autres, de Francis Joly
- 1980 : Petites filles impudiques, d'Alain Payet
- 1980 : Délires sexuels, d'Alain Payet
- 1980 : Maîtresse pour couple, de Jean-Claude Roy
- 1980 : Langues s..., d'Alain Payet, avec Alban Ceray et Barbara Moose
- 1980 : Jeux de corps pour petites filles curieuses, de Joe de Palmer
- 1980 : Les Petites Écolières, de Claude Mulot
- 1980 : Secrets d'adolescentes, de Roberto Girometti et Gérard Loubeau
- 1980 : Les Demoiselles de compagnie, de Gilbert Roussel
- 1981 : Le Professeur d'amour, de Jean-Marie Durand, avec Alban Ceray
- 1981 : Perversion d'une petite fille, de Job Blough
- 1981 : Adorable Lola, de Gérard Kikoïne
- 1981 : Paméla, de Michel Baudricourt
- 1981 : La Fille à tout faire, de Gérard Kikoïne
- 1981 : Chaudes Adolescentes, de Gérard Kikoïne
- 1982 : Dans la chaleur de Saint-Tropez, de Gérard Kikoïne
- 1982 : Crazy Girls, de Gérard Kikoïne
- 1982 : Putain de sorcière, de Gilbert Roussel
- 1982 : Fellation, de Job Blough
- 1982 : Orgie extra conjugale, de Marc Dorcel
- 1982 : Vacances à Ibiza, de Gérard Kikoïne
- 1982 : Attention fillettes !..., de Gérard Kikoïne
- 1983 : Ma mère me prostitue, de Francis Leroi
- 1983 : Les Délices du tossing, de Gérard Kikoïne
- 1983 : Chaude et humide Natacha, de Michel Baudricourt
- 1984 : Petits trous bourgeois à dépuceler, d'Alain Payet
- 1985 : Les Petites Allumeuses, de Michel Baudricourt
- 1985 : Étudiantes à sodomiser sans limites, d'Alain Payet, avec Piotr Stanislas et Gabriel Pontello
- 1989 : L'Éducation d'Anna, de Michel Ricaud
- 1989 : La Ceinture de chasteté, de Michel Ricaud, avec Roberto Malone et Tracey Adams
- 1990 : Diaries of Fire & Ice, d'Henri Pachard, avec Jamie Gillis
- 1990 : Chantage de femmes, de Michel Ricaud